# رتش شوروزو
رتش شوروزو (بولندية: ˈrux ˈxɔʐuf) نادي كرة قدم من بولندا من مدينة خورزوف يلعب في الدرجة الأولى في الدوري البولندي وهو أكثر فرق بولندا تحقيقاً له بواقع أربعة عشرة مره، تأسس النادي سنة 1920 ملعب النادي هو ستاد رتش الذي يتسع إلى عشرة ألآف متفرج .

## إنجازات النادي
- الدوري البولندي 14 مره أعوام :- 1933, 1934, 1935, 1936, 1938, 1951, 1952, 1953, 1960, 1968, 1974, 1975, 1979 و 1989 .
- كأس بولندا 3 مرات أعوام :- 1951, 1974, 1996
- كأس السوبر مرتين عامي:- 1989, 1996
- كأس إنترتوتو الوصيف عام 1989 .

## وصلات خارجية
- الموقع الرسمي